# Elecciones presidenciales de Estados Unidos de 1988 en New Jersey
Las elecciones presidenciales de Estados Unidos de 1988 en Nueva Jersey se celebraron el 8 de noviembre de 1988. Los 50 estados más el Distrito de Columbia participaron en las elecciones presidenciales de Estados Unidos de 1988. Los votantes eligieron a 16 electores para el Colegio Electoral, que designó al presidente y al vicepresidente.
Nueva Jersey fue ganada por el entonces vicepresidente George H. W. Bush de Tejas representando al partido republicano, que se presentaba contra el gobernador demócrata de Massachusetts Michael Dukakis. Bush se presentó con el senador de Indiana, Dan Quayle, mientras que Dukakis lo hizo con el senador de Tejas, Lloyd Bentsen.
Bush consiguió New Jersey con un 56.24% de los votos, mientras que Dukakis obtuvo un 42.60%, por lo que el margen de victoria fue de un 13.64%.
La media del partido republicano en estas elecciones en New Jersey repuntó hasta un 6% superior a la media nacional.
Bush ganó 18 de los 21 condados de New Jersey, con Dukakis ganando solo en los condados mayoritariamente Democráticos de Mercer, Essex, y Hudson. Esta continúa siendo la última elección en qué un candidato a la presidencia Republicana ha ganado en los siguientes condados: Atlantic, Burlington, Camden, Cumberland, Middlesex, y Union. Todos estos condados se convertirían en demócratas en todas las elecciones posteriores, debido a que los votantes de los suburbios del norte se alejaron del GOP en la década de 1990. En consecuencia, ésta sería también la última vez que Nueva Jersey en su conjunto daría sus votos electorales a un candidato presidencial republicano, y Nueva Jersey pasaría a ser considerado posteriormente como un sólido estado azul en todas las elecciones presidenciales posteriores.

## Contexto político

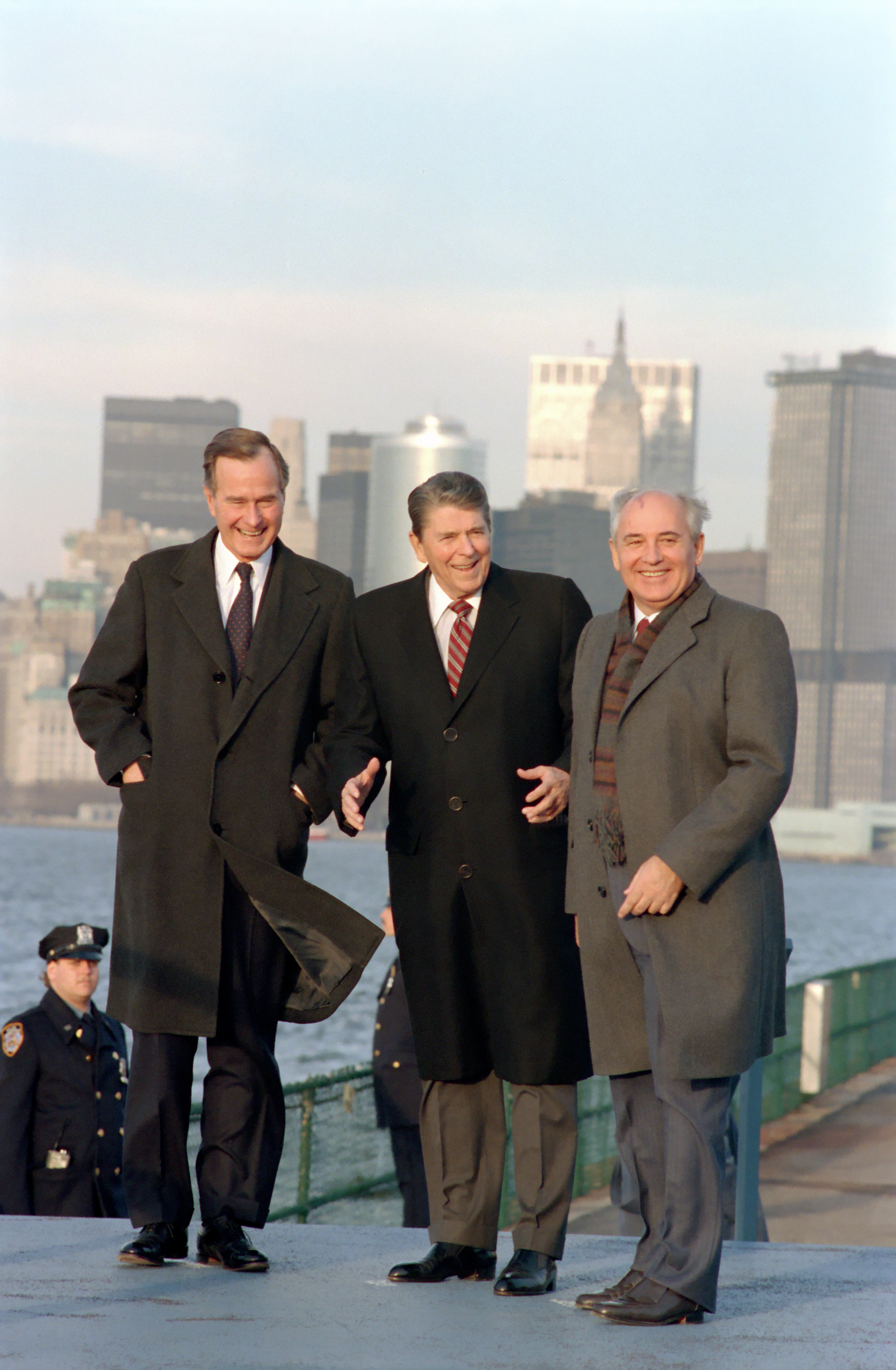
La política internacional, con una Unión Soviética en decadencia, se convirtió en un componente crucial del panorama político de finales de los años ochenta. El vicepresidente Bush aparece aquí con el entonces presidente de los Estados Unidos, Ronald Reagan, y el secretario general soviético, Mijaíl Gorbachov, en el paseo marítimo de Nueva York, en 1988.

Las elecciones presidenciales de 1988 fueron unas elecciones muy marcadas por el bipartidismo en Nueva Jersey, ya que más del 99% del electorado votó por los partidos demócrata o republicano, a pesar de que un total de 11 partidos aparecieron en la papeleta.

## Victoria republicana
Bush ganó las elecciones en Nueva Jersey con un margen holgado de 13,6 puntos. Esta es la elección presidencial más cercana en la que New Jersey envió electores republicanos al Colegio Electoral Los resultados de las elecciones en Nueva Jersey son un reflejo de la consolidación de la base política del Partido Republicano en todo el país, que tuvo lugar en la década de 1980. Gracias a la aprobación de algunos programas económicos muy controvertidos, encabezados por el entonces presidente Ronald Reagan (denominados, en conjunto, "Reaganomics"), a mediados y finales de la década de 1980, se puede decir que se produjo un periodo de crecimiento económico y de estabilidad. El rasgo distintivo de la Reaganomics fue, en parte, la desregulación a gran escala de los intereses corporativos, y los recortes de impuestos
Dukakis se presentó apoyado en plataforma socialmente liberal y abogó por una mayor regulación económica, junto con la protección del medio ambiente. Bush, en cambio, se presentó con una campaña continuista de las políticas sociales y económicas del expresidente Reagan, lo que le valió un gran apoyo entre los conservadores sociales y los habitantes de las zonas rurales.

## Resultados
| Elecciones Presidenciales en Estados Unidos de 1988 en New Jersey | Elecciones Presidenciales en Estados Unidos de 1988 en New Jersey | Elecciones Presidenciales en Estados Unidos de 1988 en New Jersey | Elecciones Presidenciales en Estados Unidos de 1988 en New Jersey | Elecciones Presidenciales en Estados Unidos de 1988 en New Jersey | Elecciones Presidenciales en Estados Unidos de 1988 en New Jersey |
| Partido                                                           | Partido                                                           | Candidato                                                         | Votos                                                             | Porcentaje                                                        | Votos electorales                                                 |
| ----------------------------------------------------------------- | ----------------------------------------------------------------- | ----------------------------------------------------------------- | ----------------------------------------------------------------- | ----------------------------------------------------------------- | ----------------------------------------------------------------- |
|                                                                   | Republicano                                                       | George H. W. Bush                                                 | 1,743,192                                                         | 56.24%                                                            | 16                                                                |
|                                                                   | Democrático                                                       | Michael Dukakis                                                   | 1,320,352                                                         | 42.60%                                                            | 0                                                                 |
|                                                                   | Paz y Partido de Libertad                                         | Herbert Lewin                                                     | 9,953                                                             | 0.32%                                                             | 0                                                                 |
|                                                                   | Libertario                                                        | Ron Paul                                                          | 8,421                                                             | 0.27%                                                             | 0                                                                 |
|                                                                   | Partido de Alianza nueva                                          | Lenora Fulani                                                     | 5,139                                                             | 0.17%                                                             | 0                                                                 |
|                                                                   | Progresista                                                       | Eugene McCarthy                                                   | 3,454                                                             | 0.11%                                                             | 0                                                                 |
|                                                                   | Socialista                                                        | Willa Kenoyer                                                     | 2,587                                                             | 0.08%                                                             | 0                                                                 |
|                                                                   | América First                                                     | David Duque                                                       | 2,446                                                             | 0.08%                                                             | 0                                                                 |
|                                                                   | Partido de Trabajadores socialistas                               | James Warren                                                      | 2,298                                                             | 0.07%                                                             | 0                                                                 |
|                                                                   | Mundo de trabajadores                                             | Larry Holmes                                                      | 1,020                                                             | 0.03%                                                             | 0                                                                 |
|                                                                   | Partido de Igualdad socialista                                    | Edward Winn                                                       | 691                                                               | 0.02%                                                             | 0                                                                 |
| Totales                                                           | Totales                                                           | Totales                                                           | 3,099,553                                                         | 100.0%                                                            | 16                                                                |
| Participación (Edad de votación y Registro)                       | Participación (Edad de votación y Registro)                       | Participación (Edad de votación y Registro)                       | Participación (Edad de votación y Registro)                       | Participación (Edad de votación y Registro)                       | 52%/77%                                                           |